# 遼西県
遼西県（りょうせい-けん）は中華人民共和国遼寧省にかつて存在した県。現在の錦州市義県南東部に相当する。
612年（大業8年）、隋朝により設置され遼西郡の郡治とされた。唐代になると建中年間に廃止されている。